# Livilliers
Livilliers es una comuna francesa situada en el departamento de Val-d'Oise, en la región de Isla de Francia.

## Demografía
| 188 | 203 | 249 | 246 | 386 | 367 | 386 |
| Para los censos de 1962 a 1999 la población legal corresponde a la población sin duplicidades (Fuente: INSEE [Consultar]) |     |     |     |     |     |     |